# Kristin Hahn

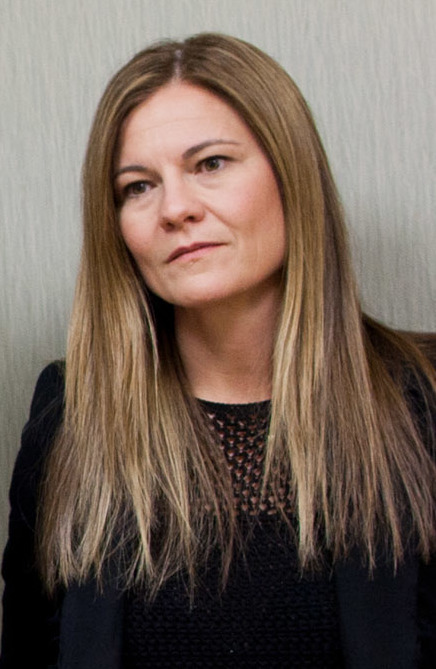
Kristin Hahn (2011)

Kristin Hahn (* 1969 in Omaha, Nebraska) ist eine US-amerikanische Filmproduzentin und Drehbuchautorin.

## Karriere
Zu Hahns frühen Produktionen gehört die Dokumentation Anthem (1997), für die sie auch das Drehbuch schrieb und bei der sie Regie führte. Bei dem Oscar-prämierten Film Departed – Unter Feinden (2006) fungierte sie als Executive Producerin. Mit Nick Wechsler und Dede Gardner produzierte sie den 2009 erschienenen Film Die Frau des Zeitreisenden.
Im April 2008 gründete sie zusammen mit Jennifer Aniston die Produktionsfirma Echo Films, mit der sie laut einer Stellungnahme zur Unternehmensgründung „greifbare Geschichten über Menschen mit ihren Sorgen und Herausforderungen im Alltag auf die Leinwand bringen“ und „Ideen und Erfahrungen wiedergeben wollen, die alle angingen.“
Zu den bislang realisierten Projekten gehören unter anderem die Filme Umständlich verliebt (2010), Life of Crime (2013), Cake (2014) und Dumplin’ (2018) sowie die Serie The Morning Show (2019). Sie verfasste zudem die Drehbücher für Dumplin’ und den Film Stargirl: Anders ist völlig normal (2020).

## Filmografie

### Produzentin/Executive Producerin
- 1997: Anthem (Dokumentarfilm)
- 2006: Departed – Unter Feinden (The Departed)
- 2009: Die Frau des Zeitreisenden (The Time Traveller’s Wife)
- 2010: Umständlich verliebt (The Switch)
- 2013: Life of Crime
- 2014: Cake
- 2015: Tumbledown
- 2017: The Yellow Birds
- 2018: Dumplin’
- 2019: The Morning Show (Fernsehserie)

### Drehbuchautorin
- 1997: Anthem
- 2018: Dumplin’
- 2020: Stargirl: Anders ist völlig normal (Stargirl)
- 2021: Spirit – Frei und ungezähmt (Spirit Untamed)